# 竹叶木荷
竹叶木荷（学名：Schima bambusifolia），为山茶科木荷属下的一个种。
模式标本采自广西十万大山。见于云南红河流域。
本种和银木荷S. argentea Pritz. 很接近，只是枝及叶较秃净，花较小，萼片及花瓣均无毛。

## 扩展阅读
維基物種上的相關：竹叶木荷